# Воздух (журнал)
«Воздух» — журнал современной поэзии. Выходит с 2006 года, номинальная периодичность — 4 номера в год (в действительности чаще выходят 2-3 сдвоенных номера). Главный редактор — Дмитрий Кузьмин, дизайн Юрия Гордона.

## Структура издания
Большинство номеров журнала открываются блоком материалов, посвящённых одному поэту и состоящих из статьи о нём, подборки стихов, интервью с ним (постоянный интервьюер журнала — писательница Линор Горалик) и отзывов коллег; «героями номера» были, в частности, такие авторы, как Алексей Цветков, Борис Херсонский, Елена Фанайлова, Мария Степанова, Андрей Поляков, Андрей Сен-Сеньков, Николай Кононов, Виталий Пуханов, Наталия Азарова, Андрей Родионов, Галина Рымбу. В каждом номере публикации современной русской поэзии перемежаются несколькими текстами, рубрицированными как «проза на грани стиха». В особый раздел выносятся в большинстве номеров подборки авторов из определённого региона в России (Екатеринбург, Нижний Новгород, Нижний Тагил и т. д.) или за её пределами (Харьков, Донецк, Львов, Крым, Рига); как замечает по поводу этой рубрики поэт Олег Юрьев, «заслуги этого журнала в области того, что в нём именуется „русская поэтическая регионалистика“, а по сути является крестовым походом за единство русского языкового пространства, невозможно переоценить». В каждом номере также печатаются несколько подборок переводной поэзии — как отмечает Стефани Сандлер, это помещает русские стихи в интернациональный контекст, естественный для современной поэзии.
Помимо поэтических и околопоэтических текстов в журнале печатаются критические статьи, материалы проведённых среди современных русских поэтов опросов и Хроника поэтического книгоиздания в аннотациях и цитатах под редакцией (этот раздел до 2013 года редактировал Данила Давыдов, затем до 2022 года Кирилл Корчагин; с 2024 года редакторы раздела Максим Дрёмов и Алексей Масалов). Согласно подсчётам Е. В. Новожиловой, в 2014—2019 гг. в составе хроники напечатано 1249 отзывов о поэтических сборниках (29 % от всех учтённых ею в российской периодике за этот период).

## История издания и отзывы критиков
Первый номер журнала появился в марте 2006 года и был представлен публике на сцене московского театра «Практика» в рамках празднования Всемирного дня поэзии. Рецензент, приводя сказанные на презентации слова главного редактора о том, что «журнал должен стать домом для авторов разных направлений — при условии, что каждый из них своим творчеством вносит в поэзию что-то новое, создает новые смыслы», отмечает: «в самом деле — авторов, выходивших на сцену в течение вечера, трудно объединить каким-либо из расхожих ярлыков».
Последующим выпускам журнала также были посвящены вечера-презентации в Москве, а в некоторых случаях и в Санкт-Петербурге. Газетная критика пользовалась этими поводами для того, чтобы охарактеризовать сам журнал: так, по мнению Людмилы Вязмитиновой,

Журнал «Воздух» являет читательскому миру своё панорамное — как в поколенческом, так и в географическом аспектах — видение того, что происходит в современной поэзии. <…> Дмитрий Кузьмин вложил в своё новое детище весь наработанный им опыт практика и теоретика литературного процесса: журнал изящно оформлен и смотрится цельным в результате простой и четкой структуры размещения текстов, которые читаются с неослабным интересом безотносительно поколенческого и географического положения их авторов, а кроме непосредственно поэзии (авторской и переводной) представляют связанные с ней области журналистики, критики, литературоведения и библиографии.

Обобщая художественное и идейное содержание журнала, критик Анна Наринская утверждала:

«Воздух», заметим, совсем взрослый журнал. Не в том смысле, что там печатаются в основном взрослые авторы, хотя и это тоже, а в том, что нет в нем никакого вызова, никакого радикализма и тем более никакого хулиганства. На мелованной бумаге, в изящной обложке неброского цвета. Это журнал, со всей очевидностью существующий в том мире, где поэзия — часть устоявшейся жизни. Может, не самая заметная, но необходимая, а поэт — это такая профессия, пусть редкая и требующая особых способностей.

Солидарен с ней и критик Андрей Мирошкин, замечавший: «Вкус, актуальность и строгая продуманность — вот, пожалуй, наиболее сильные стороны „Воздуха“, начиная с первого номера».
По мнению М. Иванова, индивидуальный облик журнала «Воздух» сформирован в противостоянии с начавшим выходить значительно раньше поэтическим журналом «Арион» — при этом

«Воздух» ориентируется на более широкую целевую аудиторию, расширяя сферу воздействия именно за счет молодежи — на обложку первого номера вынесены имена популярных у молодежи Андрея Родионова и Линор Горалик, среди опубликованных в журнале наряду с представителями старших поколений — представители наиболее молодого поколения современной поэзии: Ксения Маренникова, Пётр Попов и другие. При этом «Воздух», без сомнения, имеет некие отличительные черты, новые свойства. Главные из них — это принципиальная широта взгляда на поэтическое поле, чего «Ариону», очевидно, не хватает, и внимательнейшее отношение к поэзии регионов России. Два этих отличия подчеркнуты как в самом журнале, так и в книгах серии «Воздух», являющейся приложением к нему. Наличие активно функционирующей собственной книжной серии — ещё одно важное конкурентное преимущество.

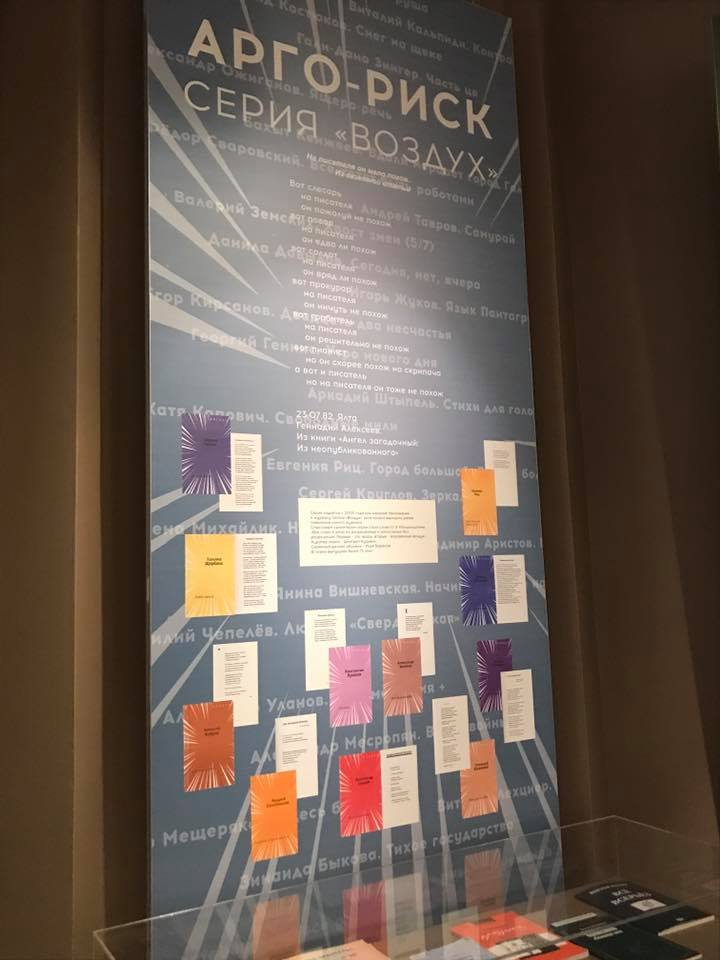
Стенд, посвящённый книжной серии «Воздух», на выставке «Литературная Атлантида» (Государственный литературный музей, 2017)

Противостояние «Воздуха» и «Ариона» как характерную черту русской поэтической жизни на рубеже 2000—2010-х гг. называют и многие другие литераторы. На страницах «Ариона», однако, журнал «Воздух» был подвергнут критике Виктором Куллэ, утверждающим, что на страницах «Воздуха» «живые классики соседствуют — как бы поделикатнее выразиться — с не столь сильными стихотворцами». С резкой критикой «Воздуха» как издания, пропагандирующего верлибр и западные веяния в современной русской поэзии, выступил также Кирилл Анкудинов.
В 2007 году вызвало определённый резонанс решение сайта «Журнальный зал» отказать журналу «Воздух» в размещении его материалов. В ходе опроса, проведённого сайтом Polit.ru, литературовед Борис Дубин оценил это решение как «возмутительное», в поддержку журнала высказались также Михаил Айзенберг, Мария Степанова, Алексей Цветков и другие литераторы. Уже в 2019 году писатель Дмитрий Данилов отмечал, что «в ЖЗ кричаще отсутствует лучший, на мой взгляд, поэтический журнал России „Воздух“».
В 2017 году внимание прессы было привлечено к популярному в Интернете виду мошенничества: неизвестные, не имевшие отношения к журналу «Воздух», предлагали пользователям сайтов со свободной публикацией заплатить деньги за появление своих стихов на страницах «Воздуха».
В 2022 году, после начала вторжения России в Украину, выпуск журнала был приостановлен. В 2024 году выход «Воздуха» возобновился, но уже не в России, а в Латвии. Как отмечает Евгений Никитин, в обновлённом издании значима уступка горизонтальным принципам управления литературными проектами — новая рубрика «Приток воздуха», для которой авторов и тексты отбирают приглашённые редакторы; значим также переход раздела книжной хроники под руководство молодых критиков Алексея Масалова и Максима Дрёмова.

## Книжная серия
Книжная серия «Воздух» начала выходить в 2005 году, то есть ещё до появления самого журнала. По состоянию на 2021 год в ней выпущено 96 книг. Книжное приложение к журналу «Воздух», по мнению Данилы Давыдова, 
«стало за последнее время одним из центральных явлений отечественного поэтического процесса. Среди авторов, опубликованных в серии, — и молодые, и маститые, и столичные, и авторы регионов и диаспоры, поэты разных стилей, направлений, школ».